# William George Keith Elphinstone

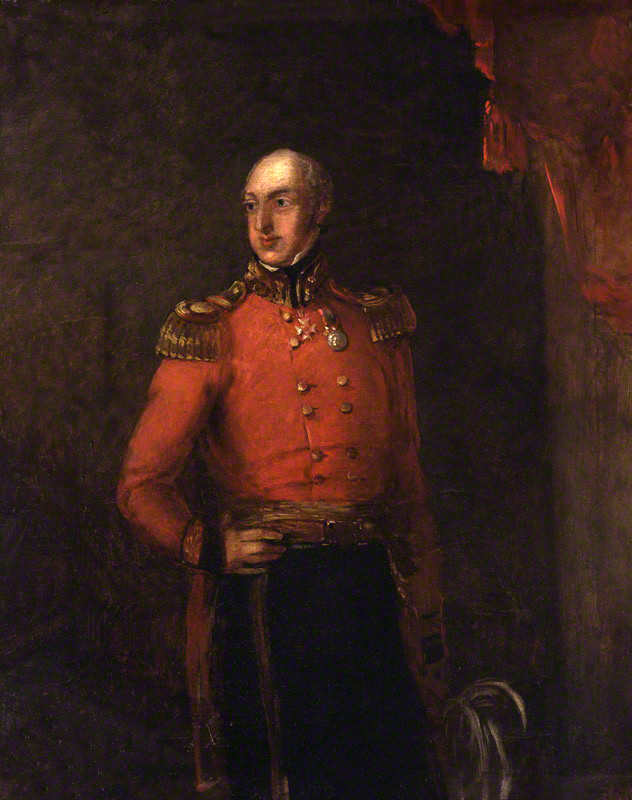
William George Keith Elphinstone

William George Keith Elphinstone CB (* 1782; † 23. April 1842 bei Tezeen in Afghanistan) war ein britischer Major-General und führte den verlustreichen Rückzug der Briten aus Kabul im Ersten Anglo-Afghanischen Krieg.

## Leben
Elphinstone war der Sohn des Direktors der Britischen Ostindien-Kompanie William Fullerton Elphinstone und Neffe von George Elphinstone, 1. Viscount Keith. Er trat im März 1804 als Ensign in die Britische Armee ein. Im August erfolgte seine Beförderung zum Lieutenant. Im Juni 1806 stieg er in den Rang eines Captain auf, 1811 den eines Majors. Im Jahr 1813 kaufte er sich den Posten eines Lieutenant-Colonel und diente unter Thomas Graham in den Niederlanden, wo er in der Schlacht bei Waterloo kämpfte. Für seine Leistung in der Schlacht wurde er als Companion in den Order of the Bath aufgenommen, zum Ritter im Militär-Wilhelms-Orden ernannt und erhielt den russischen Orden der Heiligen Anna.
1815–18 kommandierte er sein Regiment während der Besetzung Frankreichs. Am 27. Mai 1825 erfolgte die Beförderung zum Colonel und er wurde Aide-de-camp des Königs Georg IV. Am 10. Mai 1837 erhielt er den Rang eines Major-General. 1839 übernahm er in Indien das Kommando der Benares-Division von Willoughby Cotton.
Im Ersten Anglo-Afghanischen Krieg war der Herrscher von Afghanistan Dost Mohammed 1839/40 durch die Briten vertrieben und Schodscha Schah Durrani an seiner Stelle eingesetzt worden. Der Großteil der britischen Truppen wurde daraufhin aus Afghanistan abgezogen. Im Frühling 1841 übernahm Elphinstone von Oberbefehlshaber Cotton das Kommando in Kabul um Schodscha und den britischen Residenten William Macnaghten zu unterstützen. Elphinstone erreichte Kabul im April und blieb dort mit der verbliebenen von ursprünglich drei Divisionen. 
Die Lage in Kabul schien ruhig und Elphinstone versäumte es, die Disziplin aufrechtzuerhalten sowie die weit von jeglicher Unterstützung entfernte Division geeignete Verteidigungspositionen beziehen zu lassen. Hinzu kam, dass Elphinstones gesundheitlicher Zustand auf Grund einer Gichterkrankung sehr schlecht war und er die tägliche Arbeit seinen Untergebenen überließ.
Anfang November 1841 begann ein Aufstand gegen die britische Besatzung. Weihnachten 1841 wurde Macnaghten von Afghanen ermordet, die auch die Verbindung zwischen Kabul und Indien unterbrachen. Die britische Division war nun eingekreist und stand praktisch unter Belagerung. Am 1. Januar 1842 unterzeichnete Elphinstone einen Vertrag, in dem ihm der Abzug gewährt wurde. Im Gegenzug übergab er einen Teil seiner Waffen und seiner Vorräte.
Am 6. Januar 1842 begann Elphinstone den Rückzug aus Kabul. Ziel war das Erreichen der nächsten Garnison in Dschalalabad, ca. 140 Kilometer entfernt. Insgesamt waren 17.000 Menschen im Tross. Bereits beim Verlassen der Garnison wurden sie angegriffen. Die Angriffe setzen sich fort und die versprochene Eskorte erschien nicht. Unterwegs kam es zu mehreren Verhandlungen und man ließ weitere Geiseln zurück, unter ihnen am 11. Januar sogar Elphinstone selbst. In den folgenden Tagen wurde die Armee bei Gandamak vollständig vernichtet. Letztendlich gelang es lediglich dem britischen Militärarzt Dr. William Brydon, am Nachmittag des 13. Januar Dschalalabad zu erreichen. Am 23. April 1842 starb Elphinstone in der Gefangenschaft an Dysenterie. Sein Leichnam wurde über den Fluss nach Dschalalabad gebracht und dort beerdigt.